# Garbno (gmina Korsze)

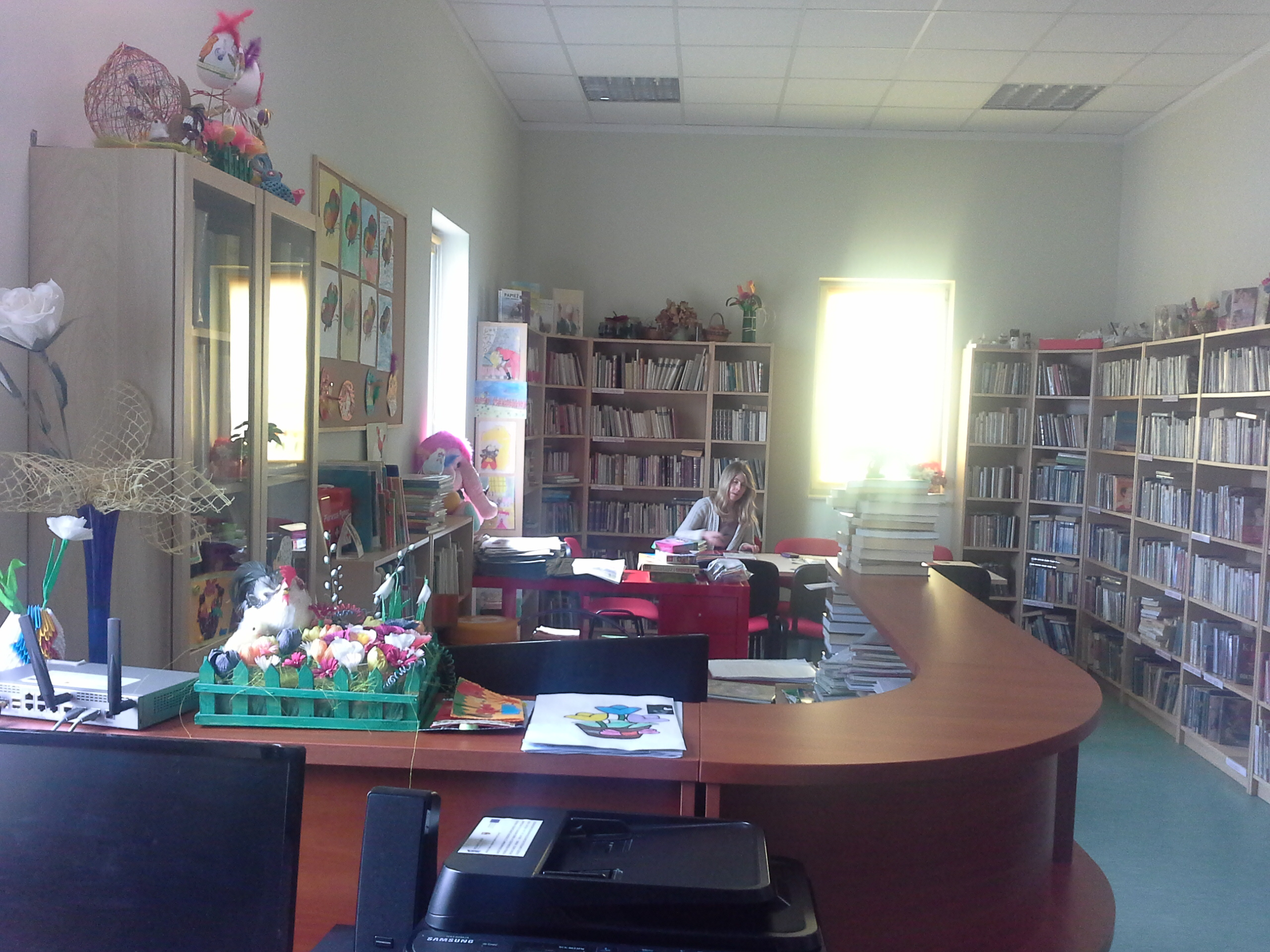
Miejsko-Gminna Biblioteka Publiczna, filia biblioteczna w Garbnie

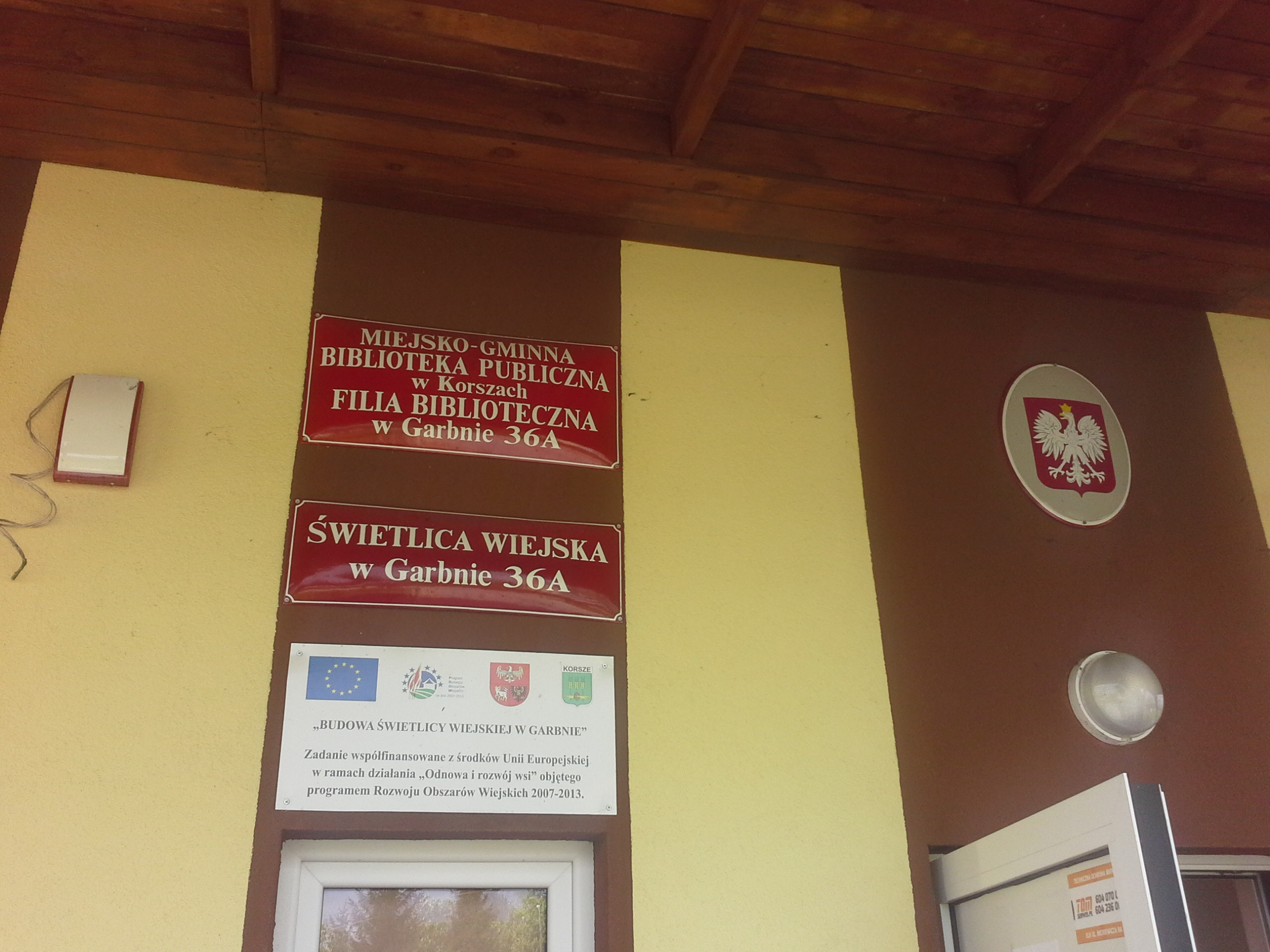
Świetlica wiejska i biblioteka

Garbno (niem. Lamgarben) – osada w Polsce położona w województwie warmińsko-mazurskim, w powiecie kętrzyńskim, w gminie Korsze.
W latach 1954–1957 wieś należała i była siedzibą władz gromady Garbno, po jej zniesieniu w gromadzie Kraskowo. W latach 1975–1998 osada należała administracyjnie do województwa olsztyńskiego. Osada jest obecnie siedzibą sołectwa, do którego oprócz Garbna należą Dubliny.
Garbno leży na trasie drogi wojewódzkiej nr 592 – biegnącej z Bartoszyc do Kętrzyna.
Przez Garbno płynie rzeka Guber oraz Struga Rawa. Nazwa osady wywodzi się z języka staropruskiego od słów garbis – wzgórze i lamen – bagna, moczary (wzgórze pośród bagien) lub lauma. laume – czarownica (wzgórze czarownicy). Mniej prawdopodobne jest wywodzenie nazwy od niemieckiego słowa Lamm, oznaczającego baranka, który miał błąkać się po polach – złapany tajemniczo znikał i pojawiał się ponownie na polach. Katolicka ludność widziała w nim symbol Chrystusa i wybudowała kościół (w 1422). Przez krótki czas po 1945 r. wieś nosiła nazwę Garbów.

## Historia wsi
W roku 1328 Krzyżacy wybudowali tu zamek, który został zniszczony w czasie wojny trzynastoletniej. Podobnie jak w Garbnie krzyżackie strażnice zniknęły w dojrzałym średniowieczu w Równinie Górnej i Wopławkach, a nieco później w Jegławkach, Mołtajnach, Nakomiadach i Pilcu.
Obok zamku istniała osada pruska nazywana w roku 1339 Laumygarbis, a w roku 1419 Lamegarben.

### We władztwie zakonu
W roku 1339 wielki mistrz krzyżacki Altenburg nadał wolnym Prusom, braciom Thedemu i Laustenemu, na polu Laumygarbis sześć włók oraz dwie włóki trzeciemu Prusowi Wnymynsowi. Początkowo była to wieś wolnych pruskich. Garbno w drugiej połowie XIV w. było wsią czynszową na prawie chełmińskim, a w drugiej połowie XV w. na prawie magdeburskim. Wieś znajdowała się na terytorium zarządzanym przez prokuratorów kętrzyńskich i podlegała komturowi w Bałdze. W 1422 były tam cztery karczmy i młyn wodny, a we wsi mieszkało dziesięciu zagrodników. W kronikach zachował się nazwiska i imiona niektórych z nich: Heynrich Kuppryn, Hensil Linnyn, Niclas Lusyn, Premog. Cztery włóki były wolne od czynszy i stanowiły uposażenie parafii. We wsi byli także ogrodnicy, młynarz i karczmarz.

### Od XVI do pierwszej połowy XX wieku
Po sekularyzacji zakonu krzyżackiego Garbno należało do dóbr księcia Albrechta, który nadał je rodowi von Egloffstein. Później majątek przeszedł w ręce rodu von der Groeben. W 1817 r. we wsi było 17 domów, zamieszkanych przez 196 osób. Pod koniec XIX w. należał do rodziny Böhm. Elisabet, z domu Steppuhn, w 1880 została żoną Otto Boehma z pobliskich Głowbit. Małżonkowie na stałe osiedli w Garbnie. Elisabet Boehm (1859–1943) znana jest na terenie całych Niemiec jako założycielka Towarzystw Wiejskich Kobiet (Landwirtschaftlichen Hausfrauenverein). Uznaniem jej działań w tym zakresie było przyznanie złotego łańcucha przez Uniwersytet Albertyna w Królewcu oraz nadanie honorowego obywatela miasta Królewiec. W 1993 r. poczta niemiecka wypuściła znaczek pocztowy z jej podobizna.
W 1939 r. w Garbnie było 652 mieszkańców. Ostatnim wójtem Garbna przed rokiem 1945 był Erich Schultz-Fademrecht.

### Od drugiej połowy XX wieku
Po II wojnie światowej w Garbnie powstał PGR. W 1954 r. Garbno było siedzibą Gromadzkiej Rady Narodowej (przez krótki czas). Z dniem 1 października 1961 roku Garbno zostało siedzibą kombinatu o nazwie Kombinat PGR Garbno. W skład kombinatu, obejmującego 5612 ha użytków rolnych, weszły gospodarstwa w miejscowościach: Banaszki, Dubliny, Garbno, Płutniki, Podławki, Równina Dolna, Równina Górna, Starynia i Warnikajmy. Do niektórych z wyżej wymienionych gospodarstw należały jeszcze obiekty produkcyjne w innych miejscowościach. Kombinat PGR Garbno w tym czasie miał powierzchnię 5922 ha. W kombinacie wybudowano duży obiekt socjalny z salą widowiskową i konferencyjną, stołówką oraz pomieszczeniami biurowymi dyrekcji. W 1963 r. otwarto ośrodek zdrowia a w 1964 ruchomy (dojazdowy) gabinet lekarsko-dentystyczny. W 1970 r. w Garbnie mieszkało 459 osób. Od 1973 r. aż do 1998 r. (likwidacja PGR), dyrektorem Kombinatu PGR był Paweł Rogiński. W tym czasie powstała nowa, ośmioklasowa szkoła podstawowa, przedszkole i punkt biblioteczny. Powierzchnia gruntów w kombinacie wzrosła do 10 830 ha w roku 1977, po wcześniejszym przyłączeniu PGR Skierki i Tołkiny. W gospodarstwach rolnych, należących do kombinatu prowadzono akcję kulturalna pod nazwą „Sojusz świata pracy z kultura i sztuką. Do gospodarstw rolnych przyjeżdżali olsztyńscy literaci, plastycy, dziennikarze i naukowcy. Biuro Wystaw Artystycznych w 1974 i 1975 r. urządzało w Garbnie wystawy poplenerowe.
W roku 1973 Garbno było sołectwem w skład którego wchodziły miejscowości: Dubliny (PGR), Dzikowizna (PGR), Garbno (PGR), i Płutniki (PGR).
W 2013 r. otwarto nowo wybudowaną świetlicę wiejską. W świetlicy znajduje się również Filia Biblioteczna, a budynek jest administrowany przez Miejsko-Gminną Bibliotekę Publiczną w Korszach.

## Parafia

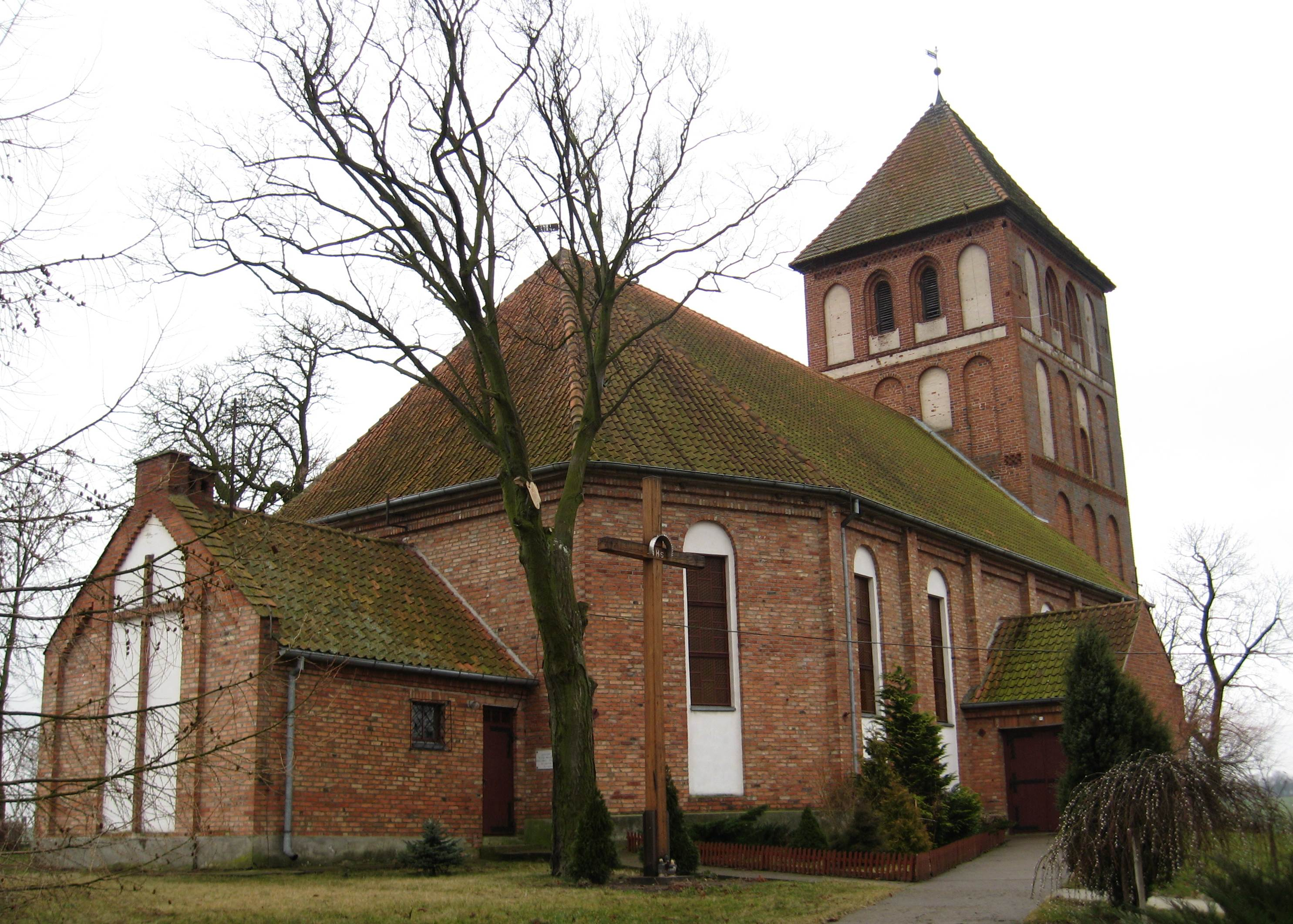
Kościół

Parafia w Garbnie jest pod wezwaniem Matki Boskiej Królowej Polski i należy do dekanatu Kętrzyn I. Proboszcz Garbna pełni funkcję dziekana w tym dekanacie.
Przed reformacją parafia w Garbnie pw. św. Katarzyny należała do archiprezbiteratu w Reszlu.

### Historia parafii do roku 1944
Pierwsza wzmianka o kościele pochodzi z 1422 roku. Parafia w Garbnie uposażona była na czterech włókach. Po sekularyzacji Prus Zakonnych kościół w Garbnie został świątynią luterańską. W latach 1528–1550 kościołami filialnymi parafii luterańskiej w Garbnie były kościoły w Tołkinach i Kraskowie. W 1550 roku proboszczem w Garbnie był Łukasz Gobbel.
W latach 1728–1734 z fundacji rodu von Egloffstein wybudowano od podstaw nowy kościół w miejsce rozebranego starego. Dnia 17 stycznia 1818 szalejący orkan przewrócił kościelną wieżę na bryłę kościoła. Spowodowało to zawalenie się kościelnego sklepienia. W odbudowanym kościele 1824 nad nawą kościoła unosił się strop drewniany. Wymiary wnętrza kościoła w tym czasie wynosiły 24 × 13 m. Modernizację ołtarza głównego w kościele przeprowadzono w 1892 r.
Do 1809 nabożeństwa w kościele odprawiane były w dwóch językach: niemieckim i polskim. Odprawianie nabożeństw w języku polskim przerwano ze względu na brak wiernych w tym języku. Na liście pastorów parafii znajdowały się takie nazwiska jak: Fabian Kamiński (1672–1679), Andrzej Czernicki (1738–1784), Johan Rakowski (1820–1831). Ostatnim pastorem przed 1945 był tu Karl Fridrich.

### Historia parafii od 1945 roku
Po przejściu frontu w czasie II wojny światowej w całości pozostała tylko murowana kościelna wieża. Kościół był długo nie odbudowywany. Gdy w roku 1961 powstał Kombinat PGR Garbno planowano w dawnej kościelnej wieży urządzić klub. W roku 1980 Komisja Zakładowa NSZZ „Solidarność” na wschodniej ścianie wieży umieściła drewniany krzyż.
Parafię ustanowił biskup warmiński Józef Glemp dnia 29 maja 1981 r. W tamtym czasie parafia miała tymczasową siedzibę w Tołkinach. Kościół w Tołkinach został później kościołem filialnym parafii w Garbnie. Pierwsza msza pod krzyżem na wieży kościelnej odprawiona została 7 czerwca 1981 przez proboszcza św. Katarzyny w Kętrzynie ks. dziekana Aleksandra Jasikowskiego. Pierwszym proboszczem w Garbnie był ks. Tadeusz Pietruszka, który parafię (jeszcze bez kościoła) objął 26 lipca 1981. Nowy kościół wybudowano na starych fundamentach, zachowując architekturę gotyckiego kościoła z czerwonej cegły.

## Szkoła
Budynek starej szkoły w Garbnie wybudowano w roku 1900, obecnie jest w nim plebania. Była to szkoła jednoklasowa. Ostatnim jej nauczycielem przed rokiem 1945 był Ernst Schroeder. Po II wojnie światowej szkoła została uruchomiona w 1948 r. W jednoizbowej sali lekcyjnej prowadzone były 4 klasy przez jednego nauczyciela, który był jednocześnie kierownikiem szkoły. Szkoła w ten sposób funkcjonowała w latach 1948–1954, a liczba uczniów wahała się od 21 do 35. W tym czasie nauczycielami kolejno byli: Irena Pazik, W. Pietkiewicz, E. Załuska, H. Rutkowski, J. Rozmyślak i H. Morka. W latach 1954–1972 kierownikiem szkoły był Michał Prutis. W czasie jego kadencji podwyższono stopień organizacyjny szkoły – powstała szkoła ośmioklasowa. Na potrzeby szkoły były dwie izby lekcyjne w starym budynku i dwie w bloku mieszkalnym na budowanym osiedlu. W tym czasie grono pedagogiczne szkoły liczyło 5 osób, a szkoła miała 117 uczniów.

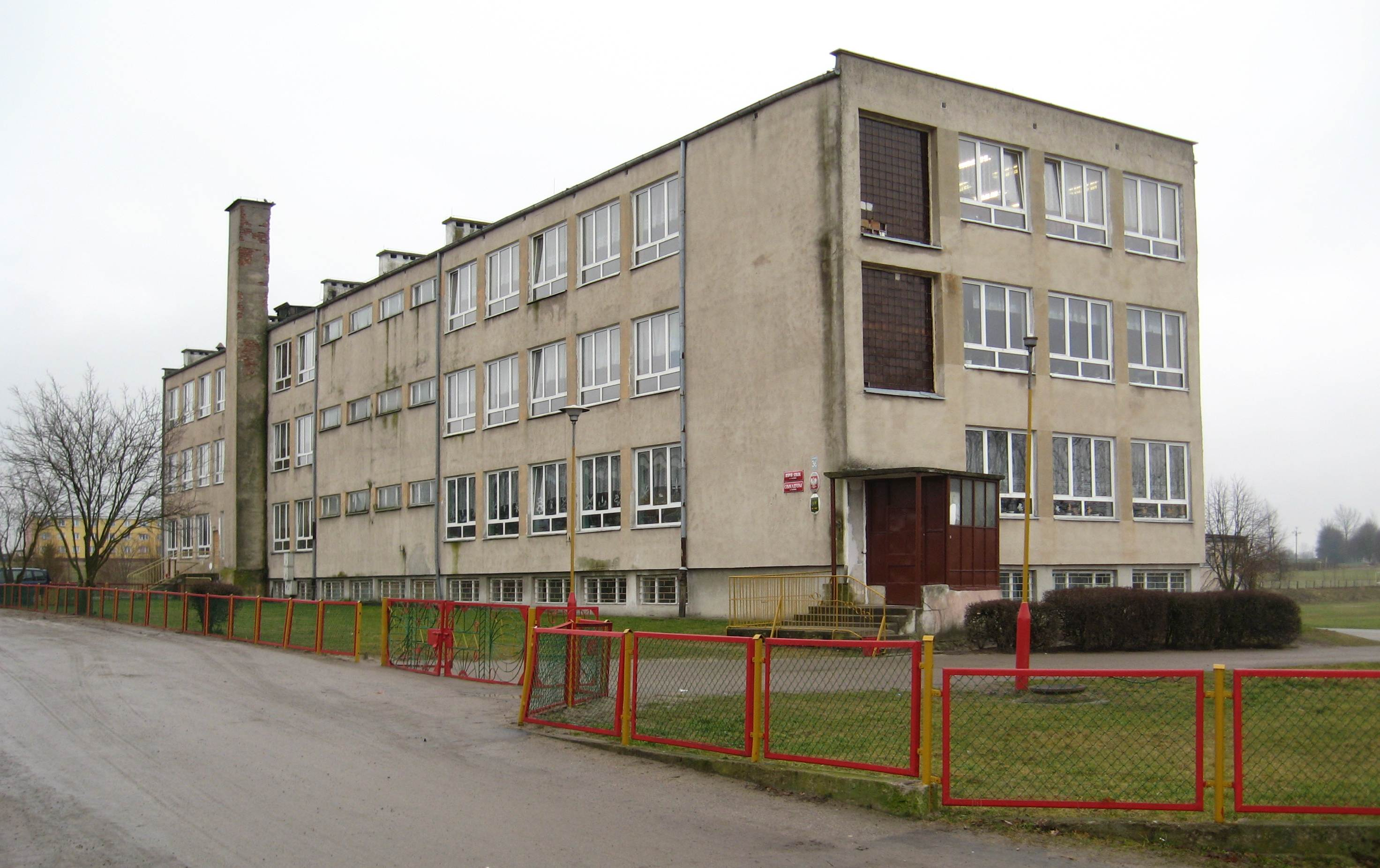
Szkoła Podstawowa w Garbnie

Budynek nowej szkoły oficjalnie otwarto dnia 30 sierpnia 1980 roku. Szkole w dniu tym nadano imię: Zasłużonych dla Warmii i Mazur. Naukę w nowym budynku podjęło 450 uczniów, w tym 276 dowożonych z innych miejscowości. W szkole było wówczas 22 nauczycieli, a lekcje prowadzone były w 16 izbach lekcyjnych. Do dyspozycji uczniów przekazana została hala sportowa.
W 2015 r. w skład zespołu szkół wchodziły: Szkoła Podstawowa im. Zasłużonych dla Warmii i Mazur z oddziałami przedszkolnymi oraz Gimnazjum. W zespole szkół znajdowały się świetlica, biblioteka i stołówka.
W związku z reformą ustroju szkolnego, przeprowadzoną w 2016 r., Zespół Szkół w Garbnie został przekształcony w Szkołę Podstawową im. Zasłużonych dla Warmii i Mazur w Garbnie. Obwód szkoły obejmuje miejscowości: Garbno, Babieniec, Chmielnik, Dubliny, Dzikowina, Gudziki, Kraskowo, Polany, Podgórzyn,
Płutniki, Saduny, Równina Dolna, Równina Górna, Starynia, Tołkiny i Warnikajmy.

## Dwór
Dwór wybudowany został na fundamentach starszej budowli w pierwszej połowie XIX w. Budowla w swoim stylu nawiązuje do klasycyzmu. Dwór wzniesiono na rzucie prostokąta, parterowy z dwupoziomowym ryzalitem. Od 1961 dwór był siedzibą Kombinatu PGR Garbno. Od strony reprezentacyjnego podjazdu urządzono w suterynie zaplecze socjalne z kuchnią, a wyżej znajdowały się sale reprezentacyjne kombinatu (gabinet myśliwski, sala konferencyjna) i biura. W latach 90. XX w. w ścianę budynku wmurowano pamiątkową tablicę upamiętniającą Elisabet Boehm. Po likwidacji PGR dwór uległ dewastacji, a później przeszedł w ręce prywatne.

## Grodzisko
Grodzisko położone jest na lewym brzegu Rawy, w odległości ok. 100 m od rzeki i 300 m na południe od dworu. Gródek ma formę owalnego stożka, o wymiarach 34 × 20 m i wysokości ok. 15 m w stosunku do doliny rzecznej. Było otoczone fosą, której ślady znajdują się przy północno-zachodnim stoku. Grodzisko zostało częściowo zniekształcone przez cmentarz, który został tutaj ulokowany w XIX w. Z XIX-wiecznych badań wiadomo o obecności dużej ilości gruzu i zaprawy na grodzisku, a także o odkryciu fundamentów na podgrodziu. Chronologia towarzyszącej im ceramiki została określona na XIII-XIV w.. Badania sondażowe Mackiewicza z 1960 roku wykazały duże przemieszanie ziemi, nie natrafiono na materiał zabytkowy. Podczas późniejszych badań powierzchniowych odkryto niewielką ilość ceramiki datowanej na wczesne i pełne średniowiecze oraz fragmenty polepy. Podgrodzie znajdowało się na południowy wschód od grodziska. Obecnie teren podgrodzia jest w dużej części zabudowany. Fundamenty odkryte w XIX wieku znajdują się bardziej na wschód od terenu podgrodzia (ich zarys sugeruje jednak budowlę nowożytną).